# Phelotrupes oshimanus
Phelotrupes oshimanus är en skalbaggsart som beskrevs av Leon Fairmaire 1895. Phelotrupes oshimanus ingår i släktet Phelotrupes och familjen tordyvlar. Inga underarter finns listade i Catalogue of Life.